# Moussy-le-Neuf
 Moussy-le-Neuf ist eine französische Gemeinde mit 3255 Einwohnern (Stand 1. Januar 2022) im Département Seine-et-Marne in der Region Île-de-France. Sie gehört zum Arrondissement Meaux und zum Kanton Mitry-Mory.
Nachbargemeinden von Moussy-le-Neuf sind Mortefontaine im Norden, Othis im Osten, Moussy-le-Vieux im Süden, Mauregard im Südwesten und Vémars im Westen.

## Bevölkerungsentwicklung
| Jahr      | 1962 | 1968 | 1975 | 1982 | 1990 | 1999 | 2007 |
| Einwohner | 519  | 586  | 1725 | 1740 | 2218 | 2387 | 2572 |

## Sehenswürdigkeiten
- gallo-römische Siedlungsreste in Le Grand Marteau, Les Longues Raies und Les Grands Bois.
- Reste der ehemaligen Kirche der Priorei, heute Scheune des Bauernhofs Sainte-Opportune
- Kirche Saint-Vincent (16. Jahrhundert) mit den Reliquien der heiligen Opportune (siehe auch: Liste der Monuments historiques in Moussy-le-Neuf)

## Persönlichkeiten
- Philippe Lemaire (1927–2004), Schauspieler, geboren in Moussy-le-Neuf